# Radioåret 1959

## Händelser

### Januari
- SR och NRK börjar sända Morokulien.[1]

### December
- 22 december - IBRA Radio slutar sända från Tanger efter 4,5 år.

## Radioprogram

### Sveriges Radio
- 29 juni - Premiär för radioprogrammet Sommar.
- 29 november-24 december - Årets julkalender är I Trollskogen.[2]

## Födda
- 29 maj – Mats Nileskär, svensk radioprogramledare.
- 30 maj – Jesse Wallin, svensk radioprogramledare.
- 7 juni – Mike Pence, amerikansk radioprogramledare.
- 21 juni – Boel Adler, svensk radioprogramledare.
- 8 augusti – Anders Hildemar Ohlsson, svensk radioprogramledare.
- 23 november – Monica Saarinen, svensk radioprogramledare.

### Fotnoter
1. ↑  ”78:or & film”. Arkiverad från originalet den 5 mars 2021. https://web.archive.org/web/20210305042652/http://musiknostalgi.atspace.cc/ra_lic.htm. Läst 26 mars 2011.
2. ↑  ”1959, I trollskogen”. Sveriges Radio. http://sverigesradio.se/barn/julkalendrar/1959.stm. Läst 31 augusti 2015.